# Federația Palestiniană de Fotbal
Federația Palestiniană de Fotbal este corpul guvernator principal din Palestina.